# 첸전 공등학교 역
첸전 공등학교 역은 가오슝 첩운 홍선의 1역이다.

## 역 구조

### 승강장
| 지면     | 출입구                            | 출입구                                    |
| 지하 1층 | 승강장                            | 출입구                                    |
| 지하 1층 | 승강장                            | 화장실                                    |
| 지하 2층 | 1호 플랫폼                        | ←가오슝 첩운 홍선 샤오강방면（차오야 역） |
| 지하 2층 | 플랫폼，문의 왼쪽 / 오른쪽 열린다 |                                           |
| 지하 2층 | 2호 플랫폼                        | 가오슝 첩운 홍선 남강산방면（카이쏸 역）→ |

## 역 출입구
역의 남쪽 끝에 위치한 출입구1, 역의 북쪽 끝에 위치한 출입구2,3，접근성엘리베이터에 위치한 출입구1,2이다.
- 出口1：첸전 공등학교, 쯘안공
- 出口2：푸청 공등학교
- 出口3：사무실